# Ларак
Ларак је био град у древном Сумеру.

## Историја
Према познатом Сумерском попису краљева, и Ларак је имао небеске краљеве. Претпоставља се да се налазио на каналу И-Нина-Гена на Тигру где се вероватно налазила и нома Ларак. У „плачу због страдања Ура“ богиње Нингал поводом окупације Ура од Еламаца (2003. п. н. е.) помиње се и Ларак који је до те године вероватно био под управом краља Ларсе, Напланума. 